# Medium-dependent interface
MDI (Medium-dependent Interface または Media-dependent Interface, 「伝送媒体に依存するインタフェース」の意）は、イーサネットにおいて物理層の回路実装から伝送媒体までの接続部分を指す。
また、「MDI」「MDI-X」の語は特にLANケーブル接続ポートの送受方式を指すものとしても広く用いられる。

## イーサネット用語として
一般にイーサネットの階層構造では、機器内部の物理層処理デバイス(PHY)からケーブル接続端子までの仕様を一貫してMDIとして規定している。伝送媒体へ接続するための仕様として、コネクタの形状や信号線の本数・電気的特性・光学特性などが各種物理層規格によってさまざまに定義されている。以下に具体例を挙げる。
- 10BASE5のMDIでは、バンパイア・タップか一対のN形コネクタを使って同軸ケーブルを接続する[1]。10MHzの±1V差動信号を単方向で送受する[2]。
- 10BASE2のMDIでは、主にTピースを取り付けたBNCコネクタを使って同軸ケーブルを接続する[3]。10MHzの±1V差動信号を単方向で送受する。
- 1000BASE-TのMDIでは、8P8C (RJ-45)コネクタを使ってカテゴリ5のツイストペアケーブルを接続する。PAM5による4対の差動信号を125MBaudの速度で双方向同時に送受する[4]。
- 1000BASE-SXのMDIでは、LC・SCなどのコネクタを使ってマルチモードタイプの光ファイバーを接続する。850nm波長、-17～0dBmの光信号を1.25GBaudで双方向同時に送受する[5]。
- 1000BASE-T1のMDIでは、LCコネクタを使って1対のツイストペア配線を接続する[6]。PAM3による1対の差動信号を750MBaudで双方向同時に送受する[7]。

MDIとは対照的に、特に100Mbps・1Gbps通信におけるデータリンク層(MAC)との機器内部接続では Media-independent interface (MII)が用意されており、伝送媒体によらないPHYとMACの接続として仕様が共通化されている。

## LANポートにおける MDI と MDI-X
初期イーサネットのLANケーブル接続ポートでは2つの異なるピン接続方式があり、これをMDIとMDI-Xという用語で区別していた。LANポートは8端子から構成されており、各端子の動作によって以下のように呼び分けられる。
- MDI: LANポートのピン1・2を送信、3・6を受信に使うもの。主に端末(サーバ・ワークステーション)やルータに実装される。
- MDI-X: LANポートのピン1・2を受信、3・6を送信に使うもの。主にハブ・スイッチに実装される。

MDIとMDI-Xをストレートケーブルで接続した例

MDIとMDIをクロスケーブルで接続した例

"X"は交差接続(クロスオーバー)を意味し、送受が入れ替わっていることを表す。10BASE-Tや100BASE-TXでは、LANポートの8端子がそれぞれ異なる送受方向を持っていたため、結線によって以下の2種類のケーブルを使い分ける必要があった。
- ストレートケーブル: 両端のピン1～8がそのままピン1～8に接続されているもの。MDIポートとMDI-Xポートを接続する場合に使う。
- クロスケーブル: 一方のピン1・2がもう一方のピン3・6と交差接続されているもの。MDIポート同士、またはMDI-Xポート同士を接続する場合に使う。

2台の機器接続では常に奇数回の交差接続をして送受のペアを揃える必要がある。ストレートケーブルで接続したMDIとMDI-Xには、MDI-Xポート内部に1回の交差接続がある。クロスケーブルで接続したMDI同士は、ケーブル内に1回の交差接続がある。クロスケーブルで接続したMDI-X同士は、各ポートとケーブル内で計3回の交差接続がある。
ネットワーク機器には、用途に応じて"uplink/normal"(スイッチ接続用・端末接続用)などの名称でMDIとMDI-Xが切り替え可能なものや、MDIポートとMDI-Xポートが個別に備え付けられているものがあった。これらを使うとクロスケーブルが不要になる。
|  |  |

### Auto MDI-X
Auto MDI-X (Auto MDI/MDI-X, オートクロスオーバーとも)は、LANケーブル接続時に交差接続を検出して適切な送受方向を自動設定する機能である。2台の接続機器のうち一方でAuto MDI-Xが有効であれば、ストレートケーブル・クロスケーブルのいずれでも通信できる。2種類のケーブルを使い分ける煩雑さを解消するために開発され、従来スイッチ同士の接続や端末の一対一接続に必要だったクロスケーブルが不要となった。
この機能は1000BASE-Tのオプション機能として標準化されているが、10BASE-Tや100BASE-TXにも使用できる。近年は多くのネットワーク機器がサポートしており、100Mbps通信以下のものにも実装され、1Gbps通信以上のものであればほぼすべてで実装されている。
Auto MDI-Xは、ヒューレット・パッカードのエンジニアであるDaniel Joseph DoveとBruce W. Melvinによって開発された。初期の実装ではオートネゴシエーションに用いる信号を利用しており、LANケーブルの各ペアの送受を擬似乱数によりランダムに切り替えて通信テストをして、成功したときの送受割当で通信を開始する。
ポート接続時のリンク確立にかかる時間は通常0.5秒未満である。ただし、両端で送受切替のタイミングが完全に一致してモードが確定しなくなるごく稀なケース（確率は(5×1021)分の1）に対応するために、最大1.4秒の調整期間が設けられている。
その後、1000BASE-Tでの標準化の際に、Auto MDI-X は速度固定(オートネゴシエーション無効)設定でも使えるようになった。初期の実装による古い機器では、オートネゴシエーションを無効にしてしまうとAuto MDI-X機器との接続でもリンク確立できないことがある。なお、1000BASE-Tでは従来のような専用の送受ペアはなく、双方向の同時伝送に4ペア全てを使用しており、さらにPHY (PMA副層)が4ペアを自動認識しているため、ペアになるピンを分離しなければどのようなペア入れ替えを行ってもリンク確立できるようになっている。
Auto MDI-Xのアルゴリズムは、初期実装および速度固定時の改良版
のそれぞれにおいて Dove らが特許を取得している。